# Philippe Rühl
Philippe Jacques Rühl (ur. 3 maja 1737 w Strasburgu, zm. 29 maja 1795) – francuski polityk podczas rewolucji francuskiej. Rewolucjonista i członek Konwentu Narodowego. 
Wsławił się  rozbiciem Świętej Ampułki, używanej dawniej przy koronacji królów francuskich. Po przewrocie 9 thermidora uwięziony popełnił samobójstwo.

## Biografia[2]
Urodził się w 1737 roku w Strasburgu w Alzacji (wschodnia Francja). Był synem luterańskie 
go pastora. Studiował teologię na tamtejszym uniwersytecie. Był dyrektorem gimnazjum w Durckheim. Pracował też jako guwerner na dworze książęcym Leiningen-Dachsburg, potem służył jako radca prawny. Po wybuchu rewolucje we Francji powrócił do Alzacji. 
Został mianowany administratorem departamentu Bas-Rhin, a następnie wybrany posłem do Zgromadzenia Prawodawczego (1791-1792), gdzie związał się z najbardziej skrajną lewicą. Pełnił funkcję zastępcy członka Komisji Nadzwyczajnej Dwunastu. W 1792 roku został wybrany do Konwentu Narodowego jako deputowany do Bas-Rhin. Przewodniczył pierwszej sesji Konwentu jako najstarszy obecny poseł (20 września 1792). Nadal sprzymierzał się z bardziej radykalną częścią posłów, dołączając do frakcji Montagnardów. Nalegał na szybki proces króla Ludwika XVI. Nie mógł jednak uczestniczyć w procesie monarchy, gdyż został wysłany na prowincję jako przedstawiciel Konwentu. W 1793 roku został członkiem Komitetu Bezpieczeństwa Powszechnego. Jako przedstawiciel Komitetu został wysłany z misją do departamentów Marne i Haute-Marne (16 września 1793 - 3 listopada 1793), aby pomóc w zorganizowaniu poboru do wojska. Podczas tej misji okazał rewolucyjny zapał w Reims, gdzie publicznie rozbił Świętą Ampułkę - naczynie ze świętym olejem używanym wcześniej podczas koronacji królów francuskich. W 1794 roku odmówił podpisania wyroku śmierci na Georgesa Dantona.
Po przewrocie 9 thermidora, potępił publicznie obalonego Robespierre'a, ale nie poparł nowych władz. Brał udział w buncie 1 Prairial, za co został uwięziony. Ze względu na podeszły wiek zastosowano wobec niego areszt domowy. Wezwany na komisję wojskową, popełnił samobójstwo.